# Jawad El Yamiq
Jawad El Yamiq (en amazighe : ⵊⴰⵡⴰⴷ ⵍⵢⴰⵎⵉⵇ), né le 29 février 1992 à Khouribga (Maroc), est un footballeur international marocain évoluant au poste de défenseur à Al-Najma SC.
Formé à l'OC Khouribga, il est vice-champion du Maroc et remporte la Coupe du Trône en 2015. En 2016, il s'engage au Raja CA et remporte une deuxième fois la Coupe du Trône en 2017. Il quitte le Maroc en 2018 pour l'Italie et s'engage avec le Genoa CFC évoluant en Serie A. Prêté à l'AC Pérouse et ensuite au Real Saragosse, il s'engage définitivement au Real Valladolid CF en 2020.
Il reçoit sa première convocation avec l'équipe du Maroc A' sous M'hamed Fakhir, avant de prendre part au CHAN 2018 sous Jamal Sellami, qu'il remporte pour la première fois. Depuis 2017, il porte les couleurs de l'équipe première de la sélection marocaine, prenant part à la Coupe du monde 2022.

## Biographie

### Carrière en club

#### Débuts et formation à l'OC Khouribga (1992-2016)
Jawad El Yamiq naît le 29 juillet 1992 à Khouribga au Maroc. Pratiquant régulièrement le football dans son quartier à Khouribga lors de son enfance et son adolescence, il passe des tests dans l'académie de l'OC Khouribga.
En 2007, alors qu'il est âgé de quinze ans, il rejoint officiellement le centre de formation de l'équipe de l'Olympique de Khouribga, club évoluant en Botola Pro. L'OC Khouribga est historiquement connu pour ses défenseurs dotés d'une bonne condition physique. À l'âge de 19 ans, le jeune défenseur central dispute son premier match en 2011 sous le maillot des verts. Avec l'OC Khouribga, El Yamiq se distingue par sa grande taille qui lui permettait d'arrêter ses adversaires avec des tacles ainsi que ses coups de tête lors des corners.
La saison 2014-2015 était particulière pour Jawad El Yamiq et ses coéquipiers car l'OC Khouribga termine la saison vice champion devant le Wydad AC. Durant la même année, El Yamiq figure dans l'équipe type de la saison de la Botola Pro. En 2015, El Yamiq remporte la Coupe du Trône face au FUS de Rabat.
Le 29 novembre 2015, il inscrit avec l'Olympique de Khouribga un doublé en championnat sur la pelouse du Raja CA. Lors de cette saison, il participe également à la Ligue des champions. L'OC Khouribga est éliminé face aux Tunisiens de l'Étoile sportive du Sahel. En fin de saison, il est courtisé par de nombreux clubs tels que le Wydad AC, le Raja CA et les FAR de Rabat.

#### Raja Club Athletic (2016-2018)
Le 1er août 2016, Jawad El Yamiq s'engage pour une durée de quatre saisons au Raja CA pour un montant s'élevant à 323 000 euros. Sa venue est motivée par l'entraîneur M'hamed Fakhir qui propose à El Yamiq le projet du club. Arrivé au club, la ligne défensive est composée de Badr Benoun et l'international marocain Mohamed Oulhaj. Grâce à ses remarquables prestations, Jawad El Yamiq réussit à s'imposer en tant que titulaire en prenant la place de Oulhaj.
Le duo El Yamiq-Benoun brille tout au long de la saison 2016-2017 et les deux composent la charnière centrale de la sélection du Maroc A'. À la fin de saison, la défense du Raja CA est élue la deuxième meilleur défense au championnat sachant que l'équipe a fini troisième au classement général de la Botola Pro. Dans la même période, le FC Nantes fait part de son intérêt pour le joueur sachant que plusieurs clubs voulaient s'attacher à ses services dont le Toulouse FC et la Lazio de Rome. Le transfert n'ayant pas abouti, son club ou le FC Nantes n'ont pas divulgué les raisons de cet échec.

#### Genoa FC et prêts (2018-2020)
Le 31 janvier 2018, Jawad El Yamiq signe un contrat de trois saisons au Genoa CFC, club évoluant en Serie A et entraîné par Davide Ballardini. Le montant du transfert atteint les 800 000 euros. Dans ce club, il rejoint son compatriote international marocain Adel Taarabt. Lors de son arrivée au club, Nicolás Spolli et Ervin Zukanović forment la charnière centrale du Genoa CFC.
Le 18 avril 2018, après avoir été mis sur le banc lors de ses sept premiers matchs, il reçoit sa première titularisation face à l'AS Rome et dispute 90 minutes au Stade olympique de Rome (défaite, 2-1). Le 6 mai 2018, il enchaîne pour son deuxième match en tant que titulaire face à l'ACF Fiorentina (défaite, 2-3). Il gagne peu à peu une place parmi les titulaires de Davide Ballardini en jouant six jours plus tard à nouveau 90 minutes face à Benevento Calcio, sans pour autant parvenir à remporter de matchs (défaite, 1-0). Le 20 mai 2018, il dispute la 38e et dernière journée de la saison face au Torino FC (défaite, 0-1). Jawad El Yamiq termine la saison 2017-2018 à la 12e place du classement de la Serie A.
Le 17 août 2018, Jawad El Yamiq est prêté à l'AC Pérouse Calcio qui évolue en Serie B, à la recherche de plus de temps de jeu sous l'entraîneur Alessandro Nesta. Le 2 septembre 2018, il reçoit sa première titularisation sous le no 4, formant une charnière centrale avec Michele Cremonesi. Le 30 octobre 2018, il marque son premier but en Italie contre le Calcio Padoue (victoire, 3-2). Au total, il dispute 22 matchs de championnat et marque un but. Il termine la saison à la huitième place de la Serie B, avant de retourner au Genoa CFC le 30 juin 2019.
Lors de son retour de prêt, Aurelio Andreazzoli est nommé nouvel entraîneur de la Genoa CFC. Le 25 août 2019, il dispute son premier match de la saison 2019-2020 face à l'AS Rome en entrant en jeu à la 74e minute à la place d'Antonio Barreca (match nul, 3-3). Le 29 septembre 2019, il reçoit sa première titularisation de la saison face à la Lazio de Rome (défaite, 4-0). Un mois plus tard, le 20 octobre 2019, il reçoit sa deuxième titularisation de la saison face à Parme FC (défaite, 5-1). Le 9 janvier 2020, il entre pour la première fois en jeu dans un match de Coupe d'Italie face au Torino FC en entrant en jeu à la 53e minute à la place de Cristián Zapata (match nul, 1-1). Généralement sur le banc de la Genoa CFC, Jawad El Yamiq fait part de ses envies de voir ailleurs pour récupérer du temps de jeu, à l'approche de la Coupe d'Afrique 2021.
Le 29 janvier 2020, il est prêté pour la durée d'une saison au Real Saragosse en deuxième division espagnole. Il hérite du no 5 sous l'entraîneur Víctor Fernández.  Le 2 février 2020, il dispute son premier match sous le maillot du Real Saragosse face à Cádiz CF (match nul, 1-1). Il termine la saison 2019-2020 à la troisième place du classement du championnat derrière le Deportiva Huesca et Cádiz CF. Au total, El Yamiq dispute douze matchs en championnat et deux matchs en Coupe d'Espagne. En fin de saison, il est rapidement convoité par de nombreux clubs du championnat espagnol dont le Valence CF, le Betis Séville ainsi que le Real Valladolid.
Le 16 août 2020, il dispute la première journée de la saison 2020-2021 sous le maillot du Real Saragosse contre Cádiz CF (défaite, 0-1).

#### Real Valladolid (2020-2023)

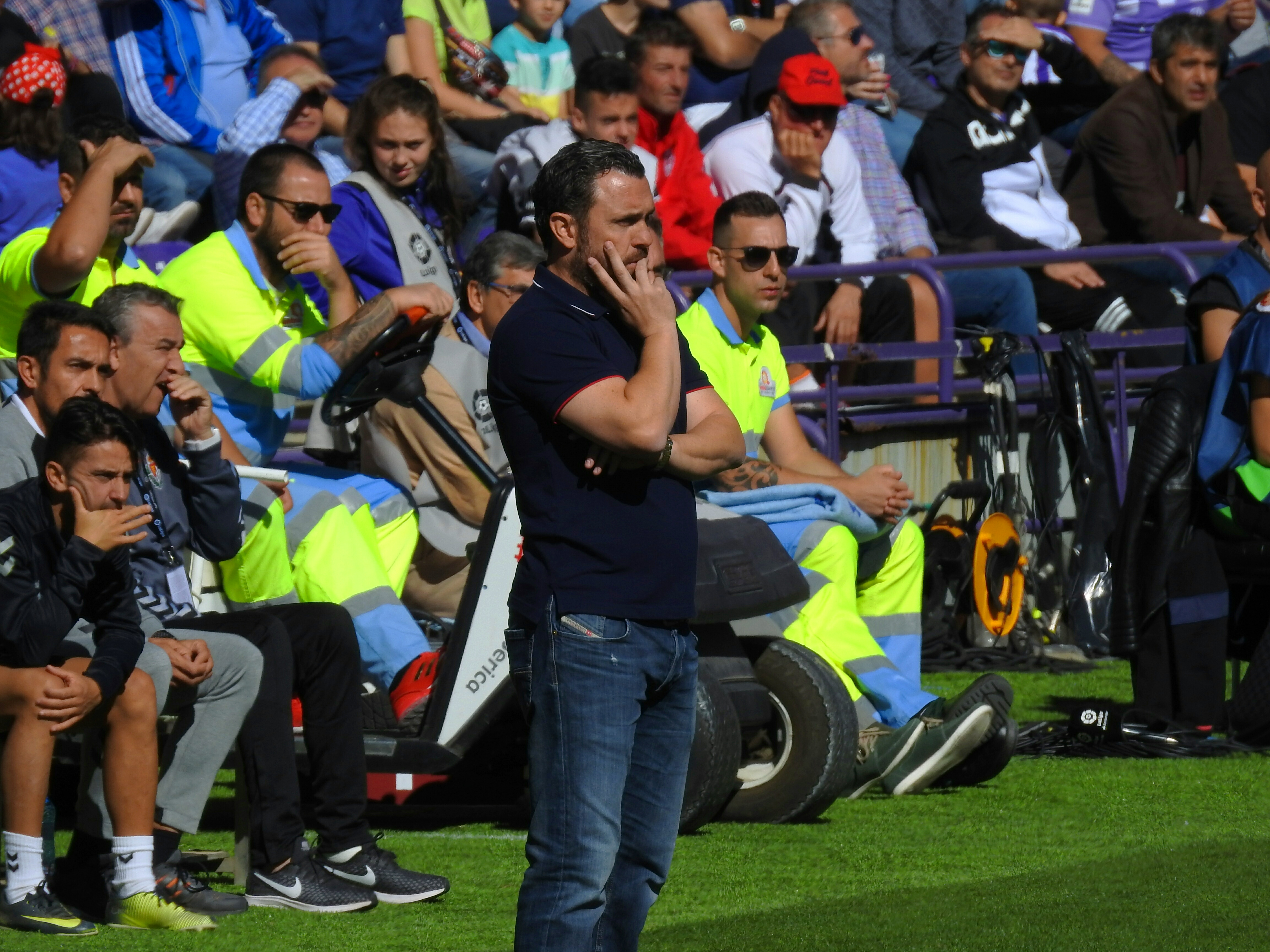
El Yamiq fait ses débuts en Liga sous Sergio González.

Le 24 septembre 2020, il signe un contrat de quatre ans au Real Valladolid pour un montant de 1 250 000 euros,. Il hérite ainsi du no 15 sous l'entraîneur Sergio González.

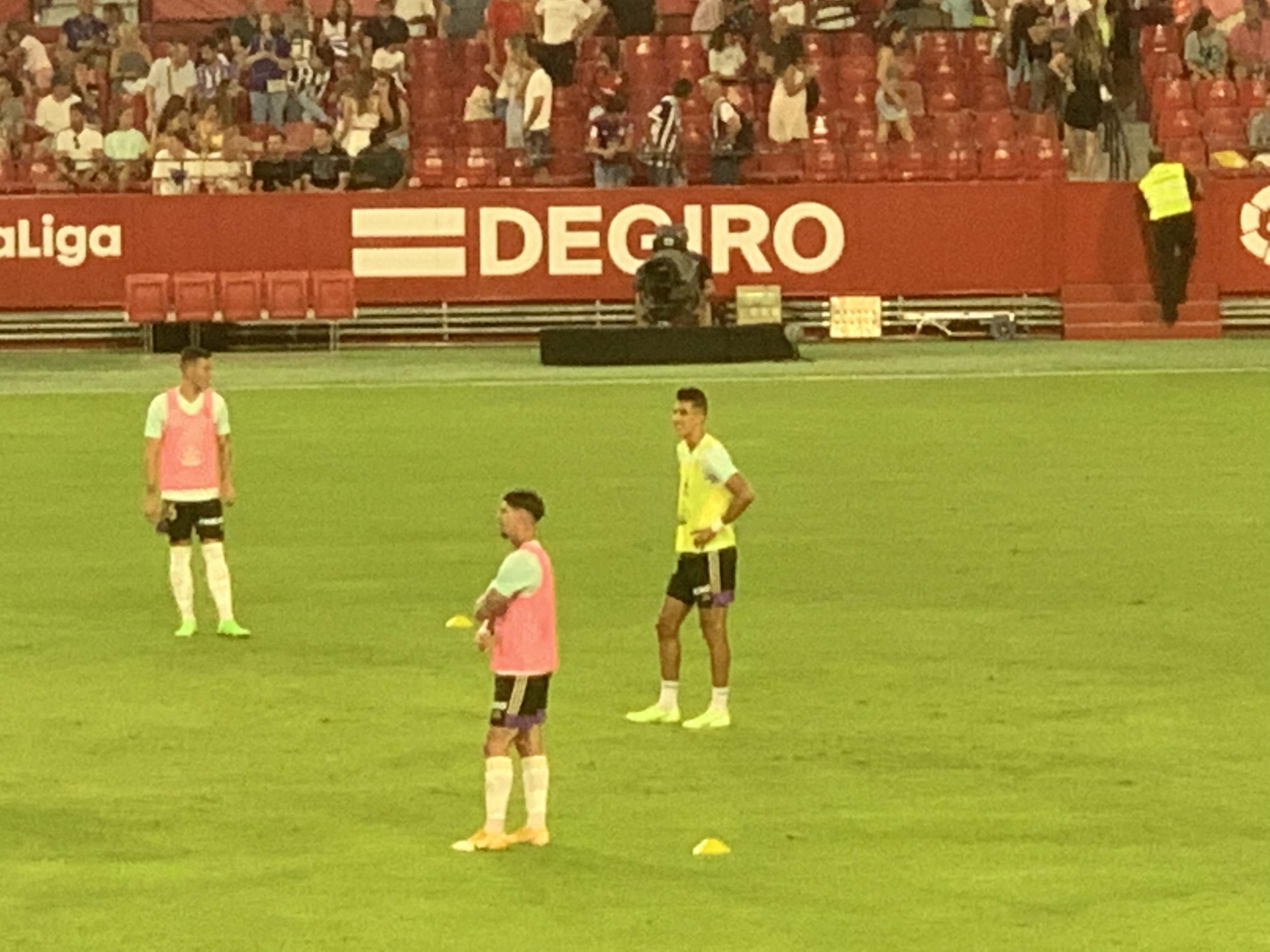
El Yamiq (à droite) à l'échauffement en août 2022.

Le 30 septembre 2020, il dispute son premier match de championnat avec le Real Valladolid contre le Real Madrid. Il entre à la 87e minute en remplaçant Míchel (défaite, 1-0). Quatre jours plus tard, il est titularisé pour la première fois contre SD Eibar (défaite, 1-2). Jawad El Yamiq termine sa première saison au Real Valladolid à la 19e place de LaLiga et est relégué en deuxième division espagnole. Il dispute en total 19 matchs en championnat et un en Coupe d'Espagne.
Le 20 août 2021, il dispute son premier match de la saison en deuxième division espagnole face au Real Saragosse en entrant en jeu à la 65e minute à la place de Javier Sánchez Broto sous son nouvel entraîneur Pacheta (victoire, 2-0). Le 29 août 2021, à l'occasion de son deuxième match de championnat, son entraîneur décide à nouveau de le faire débuter sur le banc, mais entre en deuxième mi-temps en remplaçant Kiko Olivas (es) à la 46e minute face à CD Lugo (victoire, 0-2). Le 12 septembre 2021, il reçoit sa première titularisation face à CD Tenerife, mais est remplacé à la 22e minute par Javier Sánchez Broto à la suite d'un carton jaune à la quatrième minute et un mauvais début de match après avoir encaissé un but à la 12e minute (défaite, 0-2). Le 31 octobre 2021, il inscrit son premier but de la saison face à SD Eibar sur une passe décisive de Nacho Martínez (victoire, 2-0). Le 5 mars 2022, il inscrit son deuxième but de la saison face au CD Tenerife à la 21e minute du match (victoire, 1-4). Il termine la saison vice-champion de la deuxième division espagnole derrière l'UD Almeria, les deux équipes à 81 points avec des buts de différences (+33 pour l'UD Almeria et +28 pour le Real Valladolid), et assure ainsi le retour en première division.
Le 13 août 2022, il dispute son premier match de la saison face au Villarreal CF (défaite, 0-3). Le 19 août 2022, il se blesse en début de match face au FC Séville et est contraint de céder sa place à la 22e minute à Joaquín Fernández Moreno. Sur le banc pour le restant du match, il écope d'un carton rouge à la 88e minute après sa participation à une altercation en fin de match entre joueurs du Real Valladolid et ceux du FC Séville (match nul, 1-1). Le 1er octobre 2022, il entre en jeu à la 33e minute face au Getafe CF en remplaçant Joaquín Fernández Moreno, blessé, avant d'être à son tour touché au genou treize minutes plus tard, laissant sa place à Zouhair Feddal à la 46e minute (victoire, 2-3). Le 15 avril 2023, il inscrit un but jugé « maradonesque » par la presse espagnole, face au Villarreal CF grâce à une passe décisive de Selim Amallah, parcourant ensuite la moitié du terrain adverse avant une finition en développant une frappe croisé (victoire, 0-2),.
Le 4 juin 2023, après un match nul (0-0) entre le Real Valladolid et Getafe CF dans lequel il est titularisé, El Yamiq est officiellement relégué en deuxième division espagnole avec le RCD Espanyol et Elche CF, arrivant ainsi à la dix-huitième place du classement de la Liga ,.

#### Al-Wehda FC (depuis 2023)
Le 15 août 2023, le Real Valladolid CF officialise le transfert d'El Yamiq à Al-Wehda FC en Arabie saoudite. Il hérite alors du no 5 sous la houlette de l'entraîneur Giorgos Donis. Le 18 août, il fait ses débuts dans le club en entrant en jeu à la 67e minute et marque un but contre son camp contre Al-Shabab FC (victoire, 3-1).

### Carrière internationale

#### Sacre du CHAN avec les locaux du Maroc A' (2015-2018)

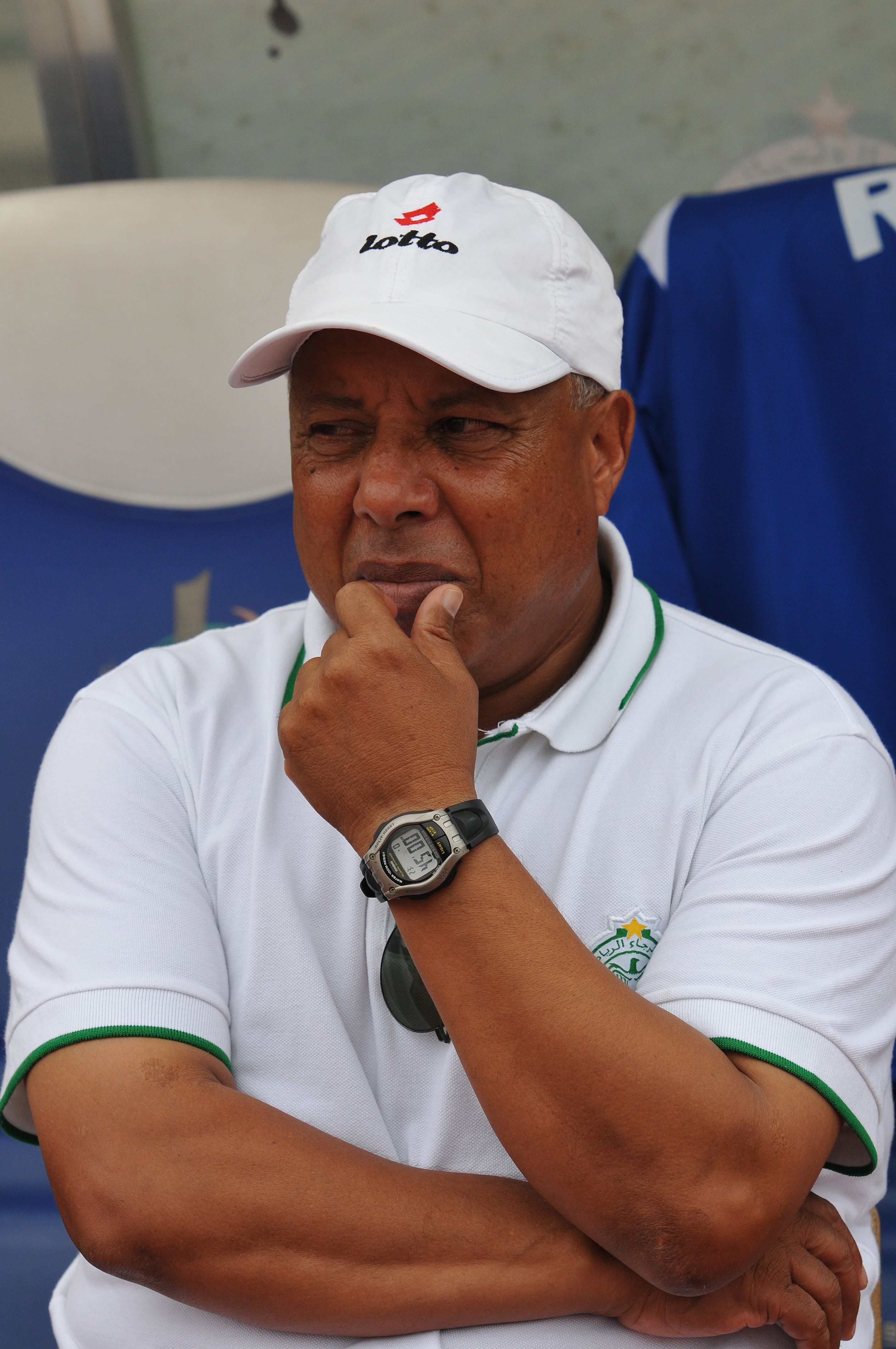
M'hamed Fakhir (ici en 2012) lance El Yamiq avec le Maroc A' en 2016.

Jawad El Yamiq est sélectionné par M'hamed Fakhir pour participer à la CHAN 2016 avec le Maroc A'. Il déclare plus tard à propos de sa première sélection : « Cette sélection est un rêve qui s'était réalisé. De jouer directement un CHAN comme première sélection nationale ». Il est éliminé en phase de groupe après un match nul face au Gabon A' (0-0), une défaite face à la Côte d'Ivoire A' (0-1) et une victoire face au Rwanda A' (4-1). Lors de ces trois matchs, Jawad El Yamiq est titularisé et la compétition est remportée par la RD Congo A'. 
Le 9 janvier 2018, le sélectionneur Jamal Sellami publie sa liste finale des joueurs marocains pour le CHAN 2018 qui a lieu au Maroc,,. Lors des stages d'entraînements, il se blesse et est contraint d'être remplacé par Nayef Aguerd. Le 18 janvier 2018, Jawad El Yamiq est absent de la feuille de match lors de la première rencontre face à la Mauritanie A' (victoire, 4-0). Il rate également la deuxième rencontre face à la Guinée A'. En quarts de finale face à la Namibie A', il est titularisé aux côtés de Badr Benoun et remporte le match sur le score de 2-0. Il file en demi-finale face à la Libye A' (victoire, 3-1) et remporte le CHAN après une victoire en finale face au Nigeria A' sur le score de 4-0.

#### Équipe du Maroc (depuis 2017)
En mars 2017, il est appelé en renfort avec l'équipe du Maroc par l'entraîneur français Hervé Renard pour pallier l'absence du capitaine Medhi Benatia. Le 24 mars 2017, Jawad El Yamiq dispute son premier match en sélection première contre le Burkina Faso au Grand Stade de Marrakech. Après le match, El Yamiq déclare : « J'étais très concentré tout au long de la rencontre, j'ai fait un très bon match, je suis très heureux et j'espère avoir donné une bonne impression sur la Botola Pro. ». Quatre jours plus tard, il est titularisé lors du classique maghrébin face à l'équipe tunisienne (victoire, 1-0). Jawad El Yamiq fait une bonne prestation dans une charnière centrale avec Romain Saïss et gagne ainsi la confiance de l'entraîneur Hervé Renard. 
En juin 2017, Jawad El Yamiq reçoit une nouvelle convocation avec le Maroc pour un match de qualification à la CAN 2019, notamment face au Cameroun. Il dispute ainsi son premier match officiel à l'extérieur à Yaoundé et connait également une première défaite en sélection (1-0 en faveur des Camerounais). Quatre mois plus tard, il est à nouveau appelé par le sélectionneur français pour prendre part à un match de préparation à la Coupe du monde 2018 contre l'équipe de Corée du Sud à Bienne en Suisse (victoire, 1-3). En mai 2018, la liste définitive des 23 internationaux marocains qui prendront part à la Coupe du monde 2018 tombe, avec notamment une absence de Jawad El Yamiq. Medhi Benatia, Romain Saïss et Manuel da Costa sont les trois défenseurs centraux sélectionnés au Mondial. En juin 2019, il prend de nouveau pas part à la CAN 2019, laissant place à Medhi Benatia, Romain Saïss, Manuel da Costa et Yunis Abdelhamid.
En aout 2019, Vahid Halilhodžić est nommé nouveau sélectionneur du Maroc. À la suite de la retraite internationale de Medhi Benatia et de Manuel da Costa, le Bosnien convoque Jawad El Yamiq pour deux matchs amicaux en septembre 2019 : contre le Burkina Faso (match nul, 1-1) et le Niger (victoire, 1-0). Mis sur le banc face au Burkina Faso, il débute titulaire face au Niger et dispute 90 minutes. En octobre 2019, Jawad El Yamiq est de nouveau convoqué pour deux autres matchs amicaux : contre la Libye (match nul, 1-1) au Stade d'honneur d'Oujda et le Gabon au Stade Ibn-Batouta (défaite, 2-3). Face à la Libye, il inscrit son premier but international sous la tunique du Maroc.
Absent pendant presque deux ans, il manque une participation à la Coupe d'Afrique 2021 en janvier 2022. Le 27 mai 2021, grâce à ses prestations en club avec le Real Valladolid, il retourne avec l'équipe du Maroc en étant appelé par Vahid Halilhodžić pour prendre part à deux matchs amicaux : contre l'équipe du Ghana (8 juin 2021) et du Burkina Faso (12 juin 2021). Le 8 juin, à l'occasion du premier match contre le Ghana, il est titularisé dans un système de 3-5-2 aux côtés de Nayef Aguerd et Romain Saïss, et marque son deuxième but sous les couleurs du Maroc à la 69e minute sur un coup franc tiré par Hakim Ziyech (victoire, 1-0). Le 25 mai 2022, il est convoqué pour un match de préparation à la Coupe du monde 2022 face aux États-Unis ainsi que deux autres matchs qualificatifs à la CAN 2023 face à l'Afrique du Sud et au Liberia.
Le 12 septembre 2022, il reçoit une convocation du nouveau sélectionneur du Maroc Walid Regragui pour un stage de préparation à la Coupe du monde 2022 à Barcelone et Séville pour deux confrontations amicaux, notamment face au Chili et au Paraguay,. Le 21 septembre 2022, un match amical de dernière minute (hors-FIFA) est organisé au Complexe sportif Mohammed VI à Rabat face à l'équipe de Madagascar et dans lequel il est titularisé (victoire, 1-0). Le 23 septembre 2022, il est mis sur le banc pendant 90 minutes face au Chili. Le 27 septembre 2022, à l'occasion du deuxième match de la trêve internationale face au Paraguay, il est de nouveau mis sur le banc pendant 90 minutes au Stade Benito-Villamarín pour faire place à la charnière centrale Achraf Dari - Romain Saïss (match nul, 0-0).
Le 10 novembre 2022, il figure officiellement dans la liste des 26 joueurs sélectionnés par Walid Regragui pour prendre part à la Coupe du monde 2022 au Qatar. Le 23 novembre 2022, il est mis sur le banc pour le premier match de Coupe du monde face à la Croatie (match nul, 0-0). Contre la Belgique, selon les choix tactiques de Regragui, El Yamiq fait son entrée en jeu pour solidifier la défense marocaine (victoire, 2-0). Le Maroc valide son ticket pour les huitièmes de finale après une nouvelle victoire face au Canada (victoire, 2-1). Avec sept points, le Maroc termine à la tête du classement du groupe. En huitièmes de finale face à l'Espagne, il atteint la séance des penaltys (victoire, 3-0). En quarts de finale face au Portugal de Cristiano Ronaldo, il est titularisé et vainqueur grâce à une victoire de 1-0 signé Youssef En-Nesyri. El Yamiq et ses coéquipiers sont éliminés de la compétition en demi-finale face à la France (défaite, 2-0), malgré une remarquable prestation des Marocains et une importante occasion d'El Yamiq sur une retournée acrobatique qui touche le poteau,,,. Le 17 décembre 2022, à l'occasion du dernier match des Marocains à la Coupe du monde pour la troisième place face à la Croatie, El Yamiq est titularisé mais cède sa place en fin de match à la suite de problèmes musculaires (défaite, 2-1).
Le 20 décembre 2022, à l'occasion de son retour du Qatar, il est invité avec ses coéquipiers au Palais royal de Rabat par le roi Mohammed VI, le prince Hassan III et Moulay Rachid pour être officiellement décoré Ordre du Trône, héritant du grade officier,,,.
Le 25 mars 2023, les Marocains font leur retour à domicile et sont accueillis par 65 000 supporters au Stade Ibn-Batouta de Tanger à l'occasion d'un match amical face au Brésil (victoire, 2-1),,. El Yamiq dispute 90 minutes sur le banc. Cette victoire du Maroc entre dans l'histoire et l'équipe du Maroc devient la première équipe arabe de l'histoire à battre le Brésil. Ce match bat également une audience record au sein de la population marocaine locale avec au moins 10 millions de téléspectateurs,.

## Style de jeu
Calme et appliqué, Jawad El Yamiq est très rarement sanctionné. Son jeu « propre » sur le terrain apporte une sérénité certaine à sa défense. Sa bonne lecture du jeu, son placement efficace et un excellent jeu de tête lui permettent d'intercepter de nombreux ballons et de couper la plupart des offensives adverses. Son sens de l'anticipation lui permettent de défendre "debout", restant sur ses appuis. Sa qualité technique lui permet d'effectuer de bonnes relances et sa vision du jeu lui permet parfois de mettre dans de bonnes situations ses attaquants.
Jawad El Yamiq n'a pas de difficulté à se projeter vers l'avant lorsque le jeu le nécessite. Cela a parfois incité l'entraîneur Jamal Sellami à le faire évoluer plus haut dans le terrain au poste de milieu défensif (par ex. lors du CHAN 2018).

## Statistiques

### Statistiques détaillées
| Saison                | Club                  | Championnat           | Championnat | Championnat | Championnat | Coupe(s) nationale(s) | Coupe(s) nationale(s) | Coupe(s) nationale(s) | Compétition(s) continentale(s) | Compétition(s) continentale(s) | Compétition(s) continentale(s) | Compétition(s) continentale(s) | Maroc | Maroc | Maroc | Total | Total | Total |
| Saison                | Club                  | Division              | M.          | B.          | P.d.        | M.                    | B.                    | P.d.                  | Comp.                          | M.                             | B.                             | P.d.                           | M.    | B.    | P.d.  | M.    | B.    | P.d.  |
| 2011-2012             | OC Khouribga          | Botola Pro            | 1           | 0           | 0           | -                     | -                     | -                     | -                              | -                              | -                              | -                              | -     | -     | -     | 1     | 0     | 0     |
| 2012-2013             | OC Khouribga          | Botola Pro            | 7           | 0           | 1           | -                     | -                     | -                     | -                              | -                              | -                              | -                              | -     | -     | -     | 7     | 0     | 1     |
| 2013-2014             | OC Khouribga          | Botola Pro            | 14          | 2           | 0           | -                     | -                     | -                     | -                              | -                              | -                              | -                              | -     | -     | -     | 14    | 2     | 0     |
| 2014-2015             | OC Khouribga          | Botola Pro            | 11          | 1           | 0           | -                     | -                     | -                     | -                              | -                              | -                              | -                              | 1     | 0     | 0     | 12    | 1     | 0     |
| 2015-2016             | OC Khouribga          | Botola Pro            | 23          | 4           | 0           | -                     | -                     | -                     | C3                             | 2                              | 0                              | 0                              | 3     | 0     | 0     | 28    | 4     | 0     |
| Sous-total            | Sous-total            | Sous-total            | 56          | 7           | 1           | 0                     | 0                     | 0                     | -                              | 2                              | 0                              | 0                              | 3     | 0     | 0     | 61    | 7     | 1     |
| 2016-2017             | Raja Club Athletic    | Botola Pro            | 23          | 0           | 1           | -                     | -                     | -                     | -                              | -                              | -                              | -                              | 7     | 0     | 0     | 30    | 0     | 1     |
| 2017-2018             | Raja Club Athletic    | Botola Pro            | 11          | 2           | 0           | 7                     | 1                     | 0                     | -                              | -                              | -                              | -                              | 6     | 1     | 0     | 24    | 4     | 0     |
| Sous-total            | Sous-total            | Sous-total            | 34          | 2           | 1           | 7                     | 1                     | 0                     | -                              | -                              | -                              | -                              | 13    | 1     | 0     | 54    | 4     | 1     |
| 2017-2018             | Genoa CFC             | Serie A               | 4           | 0           | 0           | -                     | -                     | -                     | -                              | -                              | -                              | -                              | 2     | 0     | 0     | 6     | 0     | 0     |
| 2019-2020             | Genoa CFC             | Serie A               | 3           | 0           | 0           | 1                     | 0                     | 0                     | -                              | -                              | -                              | -                              | 3     | 1     | 0     | 7     | 1     | 0     |
| Sous-total            | Sous-total            | Sous-total            | 7           | 0           | 0           | 1                     | 0                     | 0                     | -                              | -                              | -                              | -                              | 5     | 1     | 0     | 13    | 1     | 0     |
| 2018-2019             | AC Pérouse (prêt)     | Serie B               | 22          | 1           | 1           | 1                     | 0                     | 0                     | -                              | -                              | -                              | -                              | -     | -     | -     | 23    | 1     | 1     |
| Sous-total            | Sous-total            | Sous-total            | 22          | 1           | 1           | 1                     | 0                     | 0                     | -                              | -                              | -                              | -                              | -     | -     | -     | 23    | 1     | 1     |
| 2019-2020             | Real Saragosse (prêt) | LaLiga 2              | 12          | 0           | 1           | 2                     | 0                     | 0                     | -                              | -                              | -                              | -                              | -     | -     | -     | 14    | 0     | 1     |
| Sous-total            | Sous-total            | Sous-total            | 12          | 0           | 1           | 2                     | 0                     | 0                     | -                              | -                              | -                              | -                              | -     | -     | -     | 14    | 0     | 1     |
| 2020-2021             | Real Valladolid       | LaLiga                | 19          | 0           | 1           | 1                     | 0                     | 0                     | -                              | -                              | -                              | -                              | -     | -     | -     | 20    | 0     | 1     |
| 2021-2022             | Real Valladolid       | LaLiga 2              | 25          | 2           | 1           | -                     | -                     | -                     | -                              | -                              | -                              | -                              | 2     | 0     | 0     | 27    | 2     | 1     |
| 2022-2023             | Real Valladolid       | LaLiga                | 18          | 0           | 0           | -                     | -                     | -                     | -                              | -                              | -                              | -                              | 5     | 0     | 0     | 23    | 0     | 0     |
| Sous-total            | Sous-total            | Sous-total            | 62          | 2           | 2           | 1                     | 0                     | 0                     | -                              | -                              | -                              | -                              | 8     | 0     | 0     | 71    | 2     | 2     |
| 2023-2024             | Al-Wehda FC           | Saudi Pro League      | 4           | 0           | 0           | -                     | -                     | -                     | -                              | -                              | -                              | -                              | -     | -     | -     | 4     | 0     | 0     |
| Sous-total            | Sous-total            | Sous-total            | 4           | 0           | 0           | -                     | -                     | -                     | -                              | -                              | -                              | -                              | -     | -     | -     | 4     | 0     | 0     |
| Total sur la carrière | Total sur la carrière | Total sur la carrière | 213         | 12          | 5           | 14                    | 1                     | 0                     | -                              | 3                              | 0                              | 0                              | 32    | 3     | 0     | 262   | 16    | 5     |

### Statistiques en sélection
| 1          | 24 mars 2017      | Grand stade de Marrakech, Marrakech, Maroc       | Burkina Faso                     | 2-0 | Match amical                 |
| 2          | 28 mars 2017      | Grand stade de Marrakech, Marrakech, Maroc       | Tunisie                          | 1-0 | Match amical                 |
| 3          | 10 juin 2017      | Stade Ahmadou-Ahidjo, Yaoundé, Cameroun          | Cameroun                         | 1-0 | Éliminatoires de la CAN 2019 |
| 4          | 15 octobre 2017   | Tissot Arena, Bienne, Suisse                     | Corée du Sud                     | 1-3 | Match amical                 |
| 5          | 10 septembre 2019 | Grand Stade de Marrakech, Marrakech, Maroc       | Niger                            | 1-0 | Match amical                 |
| 6          | 11 octobre 2019   | Grand Stade de Marrakech, Marrakech, Maroc       | Libye                            | 1-1 | Match amical                 |
| 7          | 15 octobre 2019   | Grand Stade de Tanger, Tanger, Maroc             | Gabon                            | 2-3 | Match amical                 |
| 8          | 15 octobre 2019   | Stade de la Réunification, Douala, Cameroun      | République centrafricaine        | 0-2 | Éliminatoires de la CAN 2021 |
| 9          | 8 juin 2021       | Complexe sportif Moulay-Abdallah, Rabat, Maroc   | Ghana                            | 1-0 | Match amical                 |
| 10         | 16 novembre 2021  | Complexe sportif Moulay-Abdallah, Rabat, Maroc   | Guinée                           | 3-0 | Éliminatoires de la CDM 2022 |
| 11         | 29 mars 2022      | Stade Mohammed-V, Casablanca, Maroc              | République démocratique du Congo | 4-1 | Éliminatoires de la CDM 2022 |
| [ note 2 ] | 21 septembre 2022 | Complexe sportif Mohammed VI, Rabat, Maroc       | Madagascar                       | 1-0 | Match amical                 |
| 12         | 17 novembre 2022  | Stade de Sharjah, Sharjah, Émirats arabes unis   | Géorgie                          | 3-0 | Match amical                 |
| 13         | 27 novembre 2022  | Stade Al-Thumama, Doha, Qatar                    | Belgique                         | 0-2 | Coupe du monde 2022          |
| 14         | 27 novembre 2022  | Stade Al-Thumama, Doha, Qatar                    | Canada                           | 2-1 | Coupe du monde 2022          |
| 15         | 6 décembre 2022   | Stade Education City, Al Rayyan, Qatar           | Espagne                          | 0-0 | Coupe du monde 2022          |
| 16         | 10 décembre 2022  | Stade Al-Thumama, Doha, Qatar                    | Portugal                         | 1-0 | Coupe du monde 2022          |
| 17         | 14 décembre 2022  | Stade Al-Bayt, Al-Khor, Qatar                    | France                           | 2-0 | Coupe du monde 2022          |
| 18         | 17 décembre 2022  | Stade international de Khalifa, Al-Rayyan, Qatar | Croatie                          | 2-1 | Coupe du monde 2022          |
| 19         | 12 juin 2023      | Complexe sportif Moulay-Abdallah, Rabat          | Cap-Vert                         | 0-0 | Match amical                 |
| 20         | 17 juin 2023      | FNB Stadium, Johannesbourg                       | Afrique du Sud                   | 1-2 | Éliminatoires de la CAN 2023 |
| 21         | 21 mars 2025      | Stade d'honneur d'Oujda, Oujda                   | Niger                            | 1-2 | Éliminatoires de la CDM 2026 |
| 22         | 25 mars 2025      | Stade d'honneur d'Oujda, Oujda                   | Tanzanie                         | 2-0 | Éliminatoires de la CDM 2026 |

### Buts en sélection
| Buts | Date            | Lieu                         | Adversaire | Résultat | Minute | Compétition  |
| ---- | --------------- | ---------------------------- | ---------- | -------- | ------ | ------------ |
| 1.   | 11 octobre 2019 | Grand Stade de Marrakech     | Libye      | 1-1      | 20e    | Match amical |
| 2.   | 8 juin 2021     | Stade Mohammed-V, Casablanca | Ghana      | 1-0      | 69e    | Match amical |

## Palmarès
Formé à l'OC Khouribga, il remporte en 2015 la Coupe du Maroc et termine la saison vice-champion du Maroc derrière le Wydad AC. Il figure également dans l'équipe-type de la saison de la Botola Pro. En 2016, il s'engage au Raja CA et remporte sa deuxième Coupe du Maroc en 2017. Sélectionné en équipe du Maroc A' pour prendre part au CHAN 2018, il remporte son premier titre international. Evoluant en Liga avec le Real Valladolid CF, il figure dans l'équipe-type du mois de mars en 2021.
| OC Khouribga (1) :                                                          | Raja CA (1) :                           | Maroc A' (1) :               | Distinctions personnelles                                                                        |
| --------------------------------------------------------------------------- | --------------------------------------- | ---------------------------- | ------------------------------------------------------------------------------------------------ |
| - Coupe du Maroc (1) - Vainqueur : 2015 - Botola Pro - Vice-champion : 2015 | - Coupe du Maroc (1) - Vainqueur : 2017 | - CHAN (1) - Champion : 2018 | - Dans l'équipe type de la Botola en 2015 ; - Dans l'équipe type de LaLiga du mois en mars 2021. |

## Décorations
- Officier de l'ordre du Trône — Le 20 décembre 2022, il est décoré officier de l'ordre du Wissam al-Arch[62] — ordre du Trône[63] — par le roi Mohammed VI au Palais royal de Rabat.

## Divers
Le 10 février 2020, Jawad El Yamiq porte plainte contre son ancien club du Raja Club Athletic auprès de la commission des litiges. Le défenseur réclame une somme de 1,5 million de dirhams au Raja concernant des primes, dont celle de signature, que le joueur n’aurait pas encore récupéré, alors qu’il aurait tenté à plusieurs reprises de parvenir à une solution à l’amiable avec son ancien club. Cette nouvelle intervient dans une mauvaise impasse pour le patron du Raja Jawad Ziyat, qui avait promis d’en finir avec les « litiges ».

## Vie privée
Jawad El Yamiq est marié depuis l'âge de vingt ans. Il s'explique à propos de son mariage précoce : « J'ai trouvé rapidement la femme qui me convenait. Mon but est de remplir la moitié de ma religion et de faire des enfants. C'est venu naturellement. ».

### Humanitaire
Le 9 septembre 2023, alors qu'il se trouve à Agadir, il se présente exclusivement à l'hôpital avec ses coéquipiers de la sélection marocaine pour un don de sang pour les blessés du séisme au Maroc,,.

### Documentaire et interviews
- [vidéo] (ar) Série télévisée Dreamers diffusé en exclusivité sur Arryadia à partir du 6 juin 2023[68]